# 50 Cent
50 Cent, vlastním jménem Curtis James Jackson, (* 6. července 1975, Queens, New York, New York, USA) je americký gangsta rapper, herec a filmový producent, který se proslavil alby Get Rich or Die Tryin' (2003) a The Massacre (2005). Celosvětově prodal dohromady 21 milionů nosičů jen těchto multiplatinových alb a celkem přes 30 milionů svých nahrávek, čím se řadí mezi nejúspěšnější rappery všech dob. Roku 2010 získal svou první cenu Grammy. Jako první umělec vydal samostatný mixtape, a to 50 Cent Is the Future (2002). Také jako první vydal bonusové DVD s hudebními videoklipy ke všem písním z alba (The Massacre, 2005).
V roce 2000 přežil pokus o vraždu, při kterém byl devětkrát zasažen projektilem ráže 9 mm, díky čemu si vysloužil přezdívku Bulletproof (Neprůstřelný). V současnosti je jedním z nejbohatších rapperů světa a mimo hudby se věnuje herectví a podnikání v nejrůznějších oborech. Je zakladatelem hudebního labelu G-Unit Records. Založil také dvě produkční společnosti – G-Unit Films and Television Inc. a Cheetah Vision. V TV tvorbě proslul zejména na stanici Starz s univerzem seriálu Power (2014–2020), který se dočkal i několika spin-offů: Power Book II: Ghost, Power Book III: Raising Kanan a Power Book IV: Force.

## Dětství

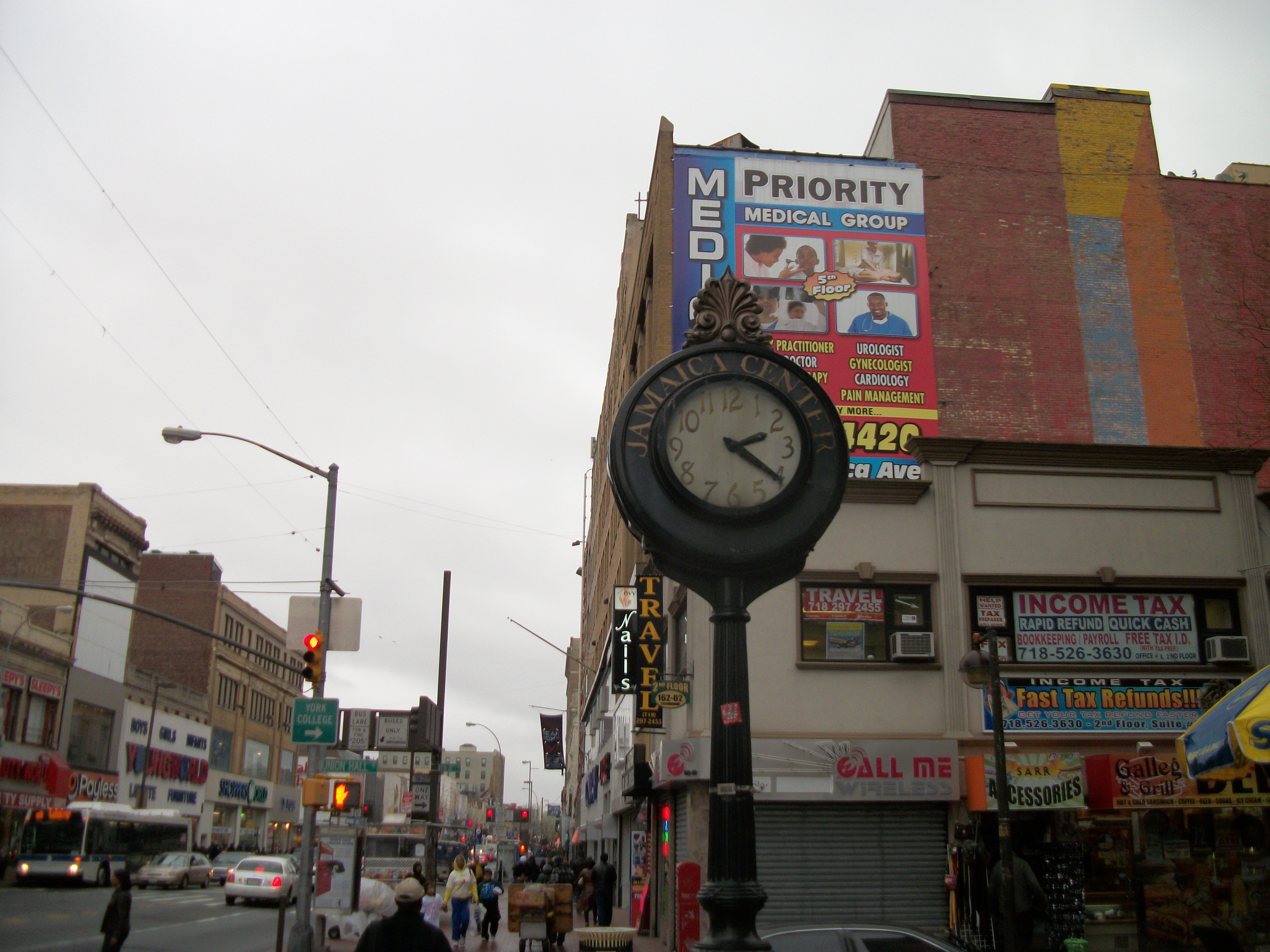
Jamaica, Queens, New York - rodiště Curtise Jacksona.

Narodil se v roce 1975 v newyorské čtvrti South Jamaica, Queens. Jeho matka (Sabrina Jackson) byla drogovou dealerkou, zavraždili ji, když mu bylo osm let. Se svým otcem se nikdy nesetkal a ani neví, kdo jím je. Po smrti své matky vyrůstal ve sklepě bez oken, v domě svých prarodičů. Od jedenácti let začal boxovat a zhruba od dvanácti prodávat crack, pod přezdívkou „Boo Boo“. V boxu byl tak úspěšný, že se v druhé polovině 80. let 20. století účastnil juniorských olympijských her. Ovšem stejných úspěchů se nedočkal na střední škole. Navštěvoval „Andrew Jackson High School“, z které byl ovšem brzy vyloučen za držení cracku a zbraně, za což byl i uvězněn. V roce 1994 byl dvakrát zatčen a poslán na sedm měsíců do ústavu pro mladistvé delikventy. Po těchto zkušenostech začal používat přezdívku 50 Cent, jako symbol svého přerodu. Tuto přezdívku si zvolil podle brooklynského zloděje Celvina „50 Cent“ Martina.

## Hudební kariéra

### Počátky (1998–2001)
50 Cent se poprvé hudební scéně představil v roce 1998, a to díky, tehdy již legendárnímu, Jam Master Jayovi, ze skupiny Run-D.M.C., který ho upsal na svůj label a naučil ho vše okolo psaní textů. Poprvé se objevil na písni skupiny Onyx – „React“. O rok později opustil label po nabídce od profesionálního dua producentů Trackmasters, kteří ho uvedli ke Columbia Records. Při nahrávání alba zvládl vytvořit třicet šest písní během dvou týdnů. Ty nejlepší byly sestaveny na album Power of the Dollar, které mělo vyjít během roku 2000. Ovšem po útoku z dubna 2000, při kterém byl devětkrát postřelen, Columbia Records rozvázala kontrakt a album nikdy nevyšlo. Album obsahovalo singl „How to Rob“ (ft. The Madd Rapper), což byl disstrack na padesát osobností tehdejší hudební scény. Druhým singlem byla píseň „Thug Love“ (ft. Destiny's Child). Údajným podnětem k útoku na 50 Centa byla kontroverzní píseň „Ghetto Qu’ran“.

### Get Rich or Die Tryin‘ (2002–2004)
Po dubnovém útoku se uchýlil do exilu v Kanadě, kde do roku 2002 nahrál okolo 30 písní, které byly určeny pro různé DJ a jejich mixtapy. Jeho manažer a producent Sha Money XL se však rozhodl vydat nejlepší z nich na jednom mixtapu, a tím vznikl 50 Cent Is the Future, první hip-hopový mixtape svého druhu. Poté nahrál kompilační mixtape Guess Who’s Back, který si v té době poslechl i rapper a producent Eminem. Ten tuto nahrávku přehrál šéfu labelu Aftermath Entertainment Dr. Dremu, který se nakonec rozhodl 50 Centa upsat.
Poté, se záštitou labelů Shady Records, Aftermath Ent. a Interscope Rec. nahrál své nové debutové album. Ještě před vydáním alba se zpropagoval na Eminemově soundtracku k filmu 8. míle a na propagačním LP „24 Shots“. Také vydal dva mixtapy se svou skupinou G-Unit, kterou tím představil svým posluchačům. Jeho studiové debutové album Get Rich Or Die Tryin' se stalo obrovským úspěchem. Alba se prodalo 872 000 kopií jen v prvním týdnu v USA, celosvětově se ho nakonec prodalo přes dvanáct milionů. Jen v USA bylo 8x platinové. Vedoucími singly jsou písně „In Da Club“ (1. příčka v žebříčku Billboard Hot 100), „Wanksta“ (13. příčka), „21 Questions“ (ft. Nate Dogg) (1. příčka) a „P.I.M.P.“ (3. příčka). Dalším singlem byla píseň „If I Can't“ (76. příčka).
Během roku 2003 ještě vydal společné album skupiny G-Unit, kterou upsal pod svůj label G-Unit Records, který založil pod Interscope Records. Album neslo název Beg for Mercy a prodalo se ho přes 3 miliony kusů.

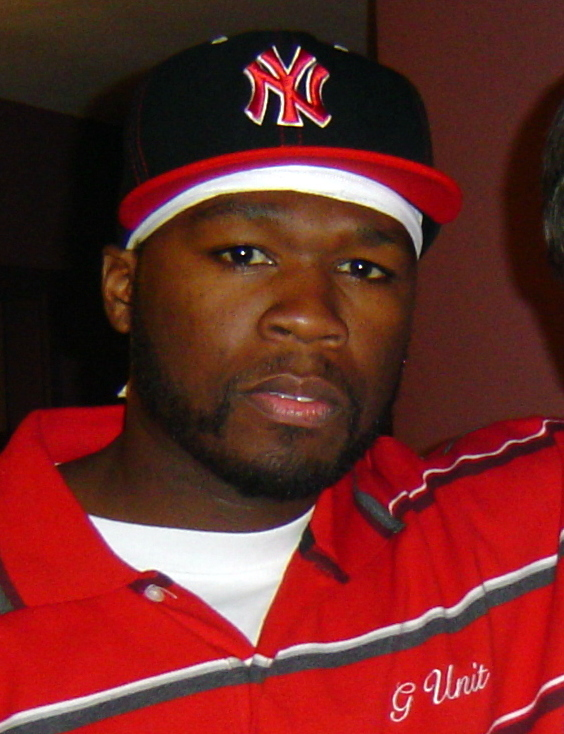
50 Cent roku 2006.

### The Massacre a soundtracky (2005–2006)
Roku 2005 vydal své druhé album The Massacre, kterého se celosvětově prodalo přes 9 milionů kusů. Alba se v USA prodalo přes milion kusů během prvního týdne, čím se stalo jedním z nejrychleji se prodávaných alb hudební historie. Produkci zajistili Dr. Dre, Eminem, ale i další producenti. Úvodními singly jsou písně „Disco Inferno“ (3. příčka), „Candy Shop“ (ft. Olivia; 1. příčka) a „Just a Lil’ Bit“ (3. příčka). Dalším singlem poté byla bonusová píseň z deluxe verze alba „Outta Control (Remix)“ (ft. Mobb Deep), která se umístila na 6. příčce amerického žebříčku.
Ke konci roku vydal společně s G-Unit a dalšími členy G-Unit Records soundtrack ke svému prvnímu filmu Get Rich or Die Tryin'. Alba Get Rich or Die Tryin' OST se celosvětově prodalo okolo dvou milionů. Singly z alba jsou písně „Hustler’s Ambitions“ (65. příčka), „Window Shopper“ (20. příčka) a „Best Friend“ (ft. Olivia) (35. příčka). Společně s ním vydal i soundtrack ke své první konzolové hře nazvané Bulletproof. Tento stejnojmenný soundtrack ovšem příliš komerčních úspěchů nezaznamenal.

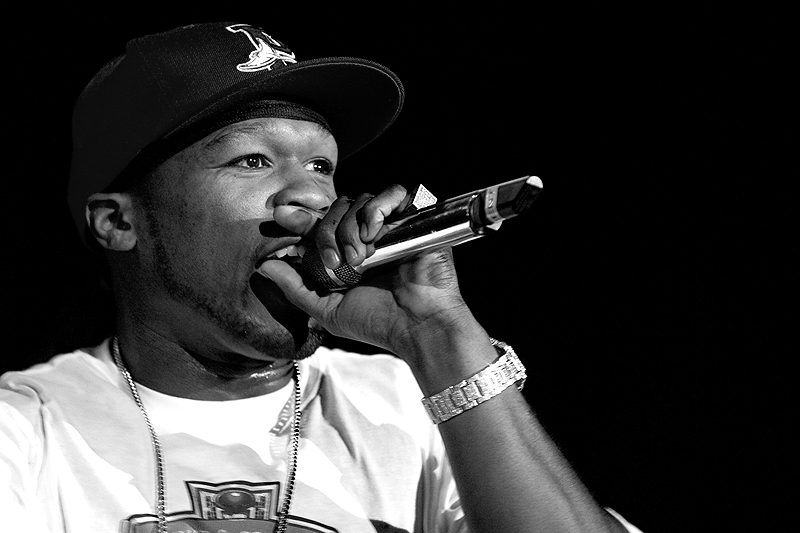
50 Cent při koncertu (2007).

### Curtis (2007–2008)
V září 2007 vydal své třetí studiové album nazvané Curtis. Kvůli problémům s datem vydání (album se odkládalo více než půl roku), obvinil label Interscope ze sabotáže. Navíc rozpoutal sázku s Kanye Westem o to, kdo prodá za první týden více alb. Vyhrál Kanyeho Graduation. Album Curtis představily singly „Straight to the Bank“ (32. příčka), „I Get Money“ (20. příčka), „Ayo Technology“ (ft. Justin Timberlake a Timbaland) (5. příčka) a „I’ll Still Kill“ (ft. Akon) (95. příčka). Album debutovalo na druhé příčce žebříčku prodeje alb v USA, když se ho v první týden prodalo 695 000 kusů. Celkem se ho prodalo okolo tří milionů kopií celosvětově.

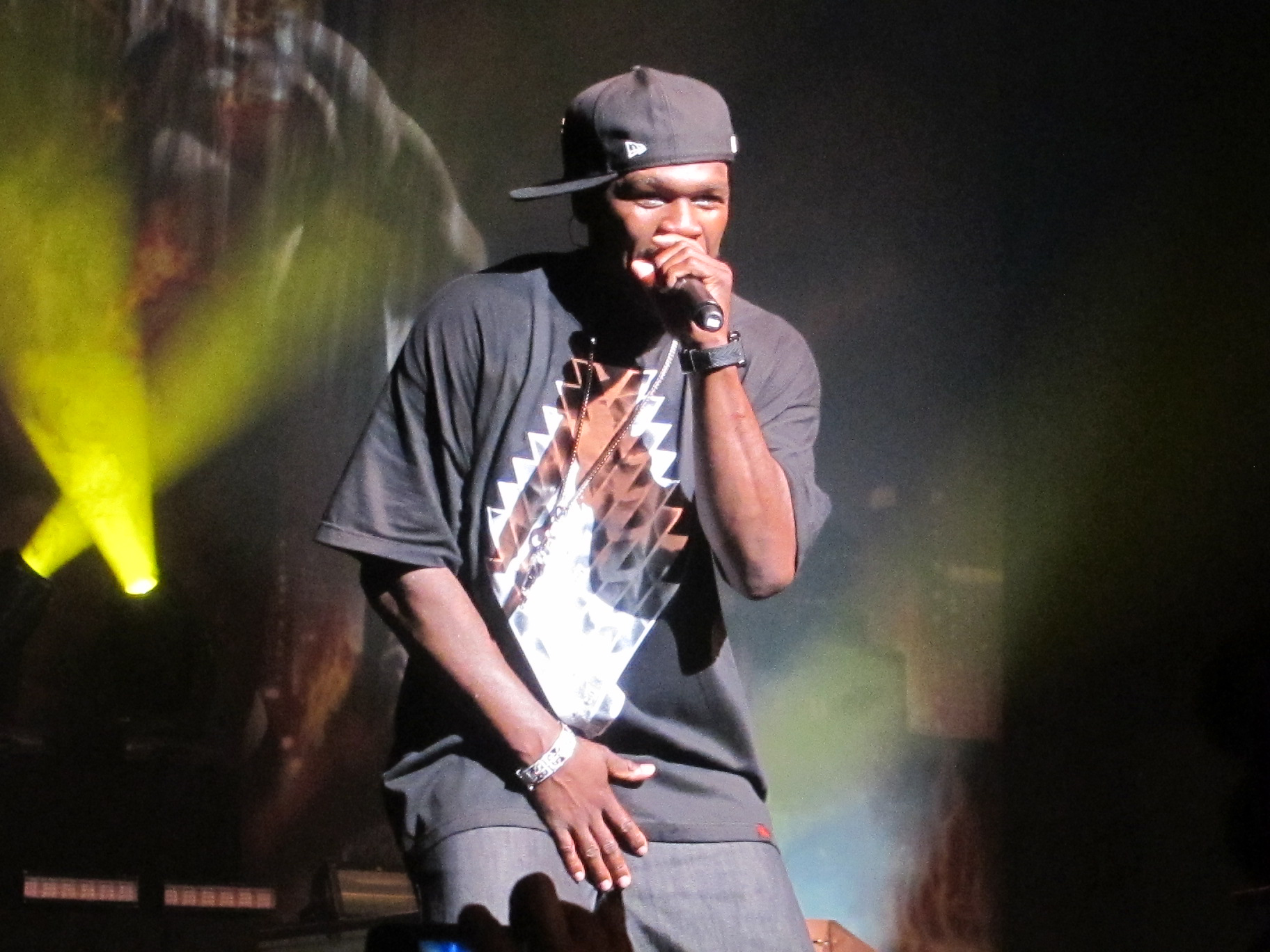
50 Centovo vystoupení během The Invitation Tour (2010).

### Before I Self Destruct (2009–2011)
Album s názvem Before I Self Destruct mělo být vydáno ještě před Curtisem, ale 50 Cent dal přednost konceptu alba, který splňoval spíše Curtis. A tak album, kvůli dalším odkladům vyšlo až v listopadu 2009, i když mělo původně vyjít v prosinci 2008. Before I Self Destruct je atmosférou prequelem alba Get Rich Or Die Tryin'. Ta se liší od minulých alb svou temnou podobou. Alba se prodalo okolo půl milionu. Ústředními singly jsou písně „Ok, You’re Right“, „Baby By Me“ (ft. Ne-Yo) (28. příčka) a „Do You Think About Me“ (ft. Governor). Celosvětově se ho prodalo okolo milionu kusů.
Na začátku roku 2010 získal prestižní cenu Grammy za spolupráci na Eminemově písni „Crack a Bottle“.
V roce 2010 oznámil, že začíná pracovat na novém albu nazvaném Black Magic, album mělo být v klubovém hudebním stylu Eurodance. Dříve ovšem oznámil, že vydání tohoto alba odkládá a začíná pracovat na hip-hopovém albu s pracovním názvem The Return of the Heartless Monster.
Také chtěl, po splnění smlouvy u Interscope Records, vydat album Before I Self Destruct II. Jako promo píseň byla vydána skladba „Outlaw“, která se umístila na 87. příčce žebříčku Billboard Hot 100, ačkoliv nejde o singl.

### Street King Immortala Animal Ambition (2012–2015)

#### Street King Immortal (I. část)
Pro nové album přislíbil beaty od Dr. Dreho. Původně mělo být album vydáno v listopadu 2011, poté v prosinci, poté byl termín vydání stanoven na 2. července 2012. V červnu 2012 bylo oznámeno, že album ponese název 5 (Murder by Numbers) a bude vydáno 3. července 2012, a to údajně i bez reklamní podpory labelu Interscope Records. Nakonec však album 5 (Murder by Numbers) dal zdarma ke stažení, a tím nešlo o běžné album. Ve stejný den oznámil, že oficiální páté studiové album ponese název Street King Immortal. původní datum vydání bylo 13. listopadu 2012.
První promo singl z alba nesl název „New Day“ (ft. Dr. Dre a Alicia Keys), produkci původně zajistil Swizz Beatz pro Aliciu Keys, ale konečný beat dotvořili Dr. Dre a Eminem, a byl zveřejněn 28. července 2012. Singl debutoval na 79. příčce US žebříčku Billboard Hot 100. Druhý singl byl píseň „My Life“ (ft. Eminem a Adam Levine), který debutoval na 27. příčce. Album poté mělo být vydáno 26. února 2013, ale nakonec bylo odloženo na neurčitý termín na jaře roku 2013. Ale ani ten nebyl dodržen. Z alba dále byly zveřejněny písně „Major Distribution“ (ft. Snoop Dogg a Young Jeezy) a „We Up“ (ft. Kendrick Lamar).

#### Animal Ambition
V prosinci 2013 oznámil, že pracuje na novém hudebním projektu s názvem Animal Ambition, v té době se mluvilo pouze o mixtape či o street albu. Avšak nakonci února 2014 oznámil, že se vykoupil ze smlouvy se společnostmi Shady / Aftermath / Interscope, se kterými měl kontrakt ještě na jedno album. Současně podepsal novou spolupráci s vydavateli Caroline Records, Capitol Records a Universal Music Group. Téhož dne oznámil, že jeho novým albem bude právě Animal Ambition, s plánovaným datem vydání 3. června 2014. Jedná se o konceptuální album s tématem prosperity. Od 18. 3. 2014 byla každý týden z alba zveřejněna nová píseň. Prvním singlem byla zvolena píseň „Don't Worry Bout It“ (ft. Yo Gotti). Žádný z celkově deseti singlů se nedostal do hitparády Billboard Hot 100. Album bylo skutečně vydáno 3. června 2014 pod vydavatelstvími G-Unit Records, Caroline Records a Capitol Records. V USA se umístilo na 4. příčce v žebříčku Billboard 200 s 46 728 prodanými kusy v první týden prodeje.

#### Street King Immortal (II. část)
Po vydání alba Animal Ambition v červnu 2014 se chystal vydat na turné, a poté chtěl ke konci roku 2014 vydat i dlouho připravované album Street King Immortal, o kterém prohlásil, že půjde o více osobní album. V červnu 2014 však dal zpět dohromady svou skupinu G-Unit a začal nahrávat písně s ní. Také původně plánoval společné album, které mělo být vydáno na podzim 2014.
V červnu také ohlásil, že jeho další sólové album Street King Immortal, které mělo být původně vydáno již v roce 2012, bude vydáno 16. září 2014. Plánované společné album G-Unit nakonec bylo rozděleno do dvou EP. V srpnu 2014 se skupinou G-Unit vydali nezávislé EP s názvem The Beauty of Independence. EP obsahovalo šest nových písní. Druhá část, EP s názvem The Beast is G-Unit, měla být původně vydána v říjnu 2014, poté v listopadu a v prosinci, ale nakonec bylo zvoleno až datum 3. března 2015.
Na začátku září oznámil, že odkládá vydání alba Street King Immortal, důvodem mělo být soustředění se na tvorbu s G-Unit. Nový termín vydání tak je až pro rok 2015. V květnu vydal singl „Get Low“ (ft. 2 Chainz a Jeremih), píseň se v hitparádách neumístila. V červnu 2015 oznámil, že album Street King Immortal vydá v září 2015. Avšak ani toto datum nedodržel a místo toho v listopadu vydal mixtape The Kanan Tape.

### Odklon od hudby (2016–)
Po roce 2015 se více než hudbě věnoval prostřednictvím své produkční společnosti G-Unit Films and Television Inc. produkci seriálů (Power (2014–2020), The Oath (2018–2019), For Life (2020–2021) a BMF (Black Mafia Family) (2021–) a herectví.
Poté, co byl v únoru 2020 zavražděň začínající rapper Pop Smoke, 50 Cent se stal výkonným producentem jeho posmrtně vydaného debutového alba Shoot for the Stars, Aim for the Moon. Album vyšlo v červenci 2020 a debutovalo na první příčce žebříčku Billboard 200. Z alba uspěly singly "For the Night" (ft. Lil Baby a DaBaby) (6. příčka žebříčku Billboard Hot 100) a "The Woo" (ft. 50 Cent a Roddy Ricch) (11. příčka). Pro 50 Centa to bylo první umístění v žebříčku Billboard Hot 100 od roku 2012.
V roce 2020 vydal populárně naučnou self-helpovou knihu Hustle Harder, Hustle Smarter.
Od července do prosince 2023 vystupoval na světovém turné The Final Lap Tour. Odehrál 105 koncertů, prodal celkem přes milion lístků a celé turné vyneslo 100 milionů dolarů, čímž bylo jedním z nejúspěšnějších pro interpreta v žánru hip hopu.
Po pokusu o atentát na Donalda Trumpa v červenci 2024 si virální oblibu na internetu získala videa spojující téma atentátu s 50 Centovou písní „Many Men (Wish Death)“ z roku 2003. Píseň nárazově zaznamenala 250 procentní nárůst poslechů na streamovacích platformách. 50 Cent dokonce obdržel nabídku vystoupit s písní na Trumpovu předvolebním mítinku v newyorské Madison Square Garden. Za koncert měl mít přislíbenou odměnu ve výši tří milionů dolarů. Nabídku ovšem odmítl.
Koncem roku 2024 odehrál šest koncertů v hotelu a kasinu Planet Hollywood v Las Vegas za 15 milionů dolarů.

## Filmová kariéra

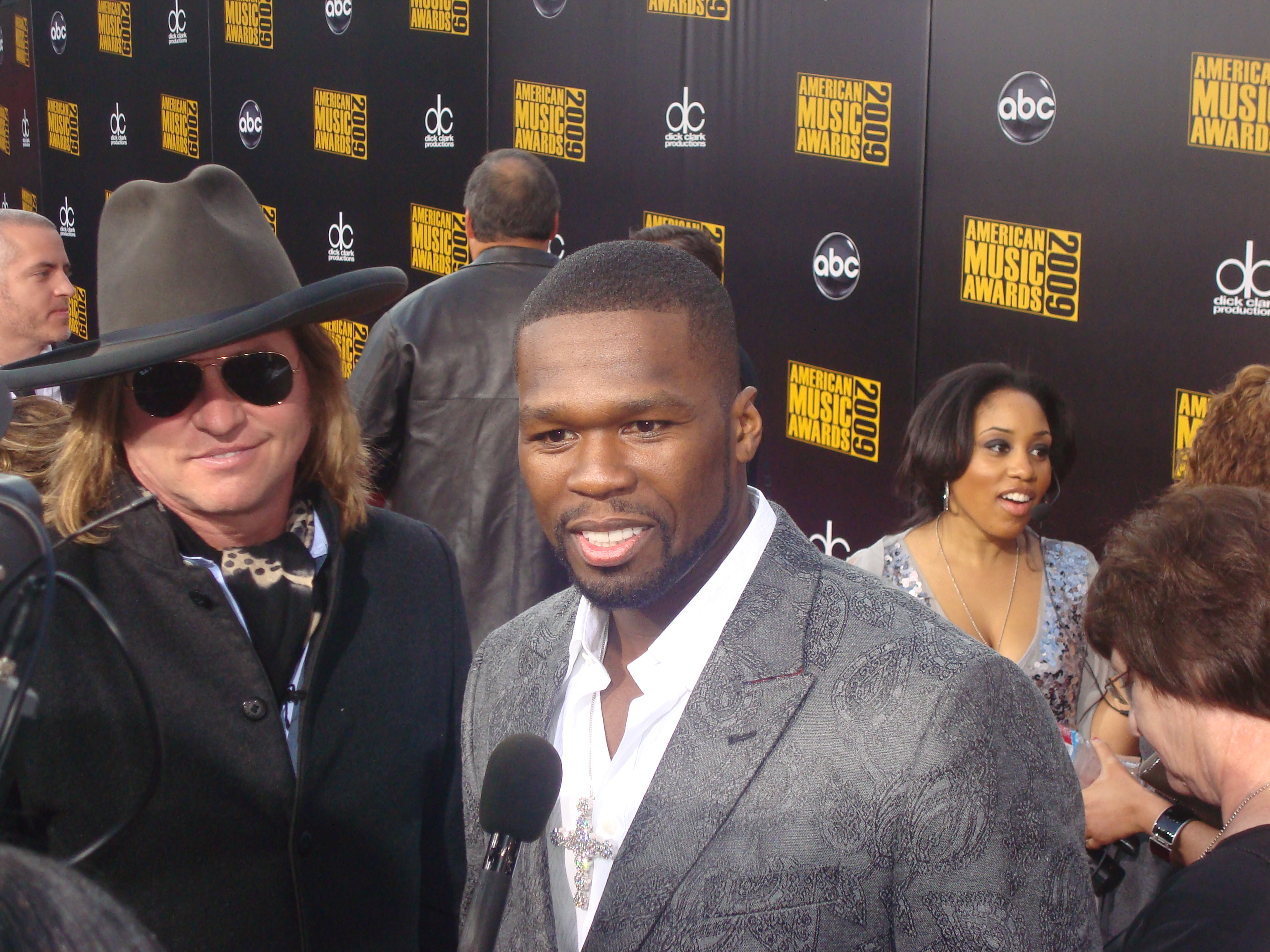
Val Kilmer a 50 Cent roku 2009.

### Herectví a produkce
I když se poprvé začal objevovat na televizních obrazovkách v různých dokumentech, svou skutečnou hereckou kariéru započal roku 2005. Pro začátek namluvil sám sebe v populárním seriálu Simpsonovi. Poté debutoval v celovečerním snímku Johna Sheridana nazvaném Get Rich or Die Tryin’ (Zbohatni nebo chcípni), který vypráví o jeho vlastním životě. O rok později přijal roli v poválečném dramatu Home of the Brave (Země zatracených), ve kterém hraje vojáka, který se vrátil z války v Iráku a nedokáže se vyrovnat s tím, co zažil. Roku 2008 přijal vedlejší roli v thrilleru Righteous Kill (Oprávněná vražda), kde si zahrál majitele hudebního klubu s kriminální minulostí.
Roku 2009 spoluzaložil filmovou produkční společnost Cheetah Vision Films, pod kterou od roku 2010 natáčel okolo pěti filmů ročně. Hrál v jednom díle seriálu Entourage (Vincentův svět), ve filmu Streets of Blood (Krvavé ulice), který byl o policejní práci v New Orleans po hurikánu Katrina, a také ve filmu britské produkce Dead Man Running. Jeho největší filmovou zkušeností roku 2009 ovšem byl jeho režisérský a scenáristický debut ve filmu Before I Self Destruct, ve kterém i hrál. Film vyšel jako bonus ke stejnojmennému CD.
V roce 2010 přišly do kin nebo rovnou vyšly na DVD filmy Morning Glory, Twelve a Caught in the Crossfire. S vlastní produkční společností natočil snímek The Gun. Roku 2012 hrál ve filmech All Things Fall Apart, Freelancers a Fire with Fire. Jeho častým hereckým kolegou je Val Kilmer. V roce 2013 hrál ve snímcích Plán útěku, Zmrzlá zem a Frajeři ve Vegas. V roce 2015 ve filmech Špión a Bojovník. V roce 2018 hrál ve filmech Dokonalá loupež a Plán útěku 2. V roce 2019 si zopakoval roli hackera Hushe ve snímku Plán útěku 3.
Mezi lety 2014 a 2018 hrál v úspěšném seriálu stanice Starz s názvem Power. Seriál, který na obrazovkách vydržel šest sérií, také produkoval skrze svou společnost G-Unit Films and Television Inc. V roce 2017 mu stanice BET odvysílala vlastní talk show 50 Central. Měla jen jednu řadu. V roce 2018 produkoval nový seriál The Oath. Ten byl obnoven i pro druhou sérii. V roce 2020 měla premiéru první řada seriálu For Life, u kterého 50 Cent figuroval jako výkonný producent. V letech 2020 a 2021 produkoval spin-off seriály Power Book II: Ghost a Power Book III: Raising Kanan k seriálu Power stanice Starz. V roce 2022 měl premiéru další spin-off Power Book IV: Force.
V lednu 2020 obdržel svou vlastní hvězdu na hollywoodském chodníku slávy. V roce 2021 měla na Starz premiéra první řada jeho dalšího seriálu, který produkoval, BMF (Black Mafia Family).
V roce 2024 otevřel ve městě Shreveport v Louisianě své vlastní televizní a filmové studio G-Unit Studios.

### Režie
Po svém debutu s filmem Before I Self Destruct se začal věnovat i režii videoklipů. Nejdříve představil dva „minifilmy“ k písním z alba Before I Self Destruct. V roce 2010 režíroval hudební klipy k mixtapovým písním členů G-Unit – Tony Yaya a Lloyda Bankse. Další videoklip natočil v roce 2014.
K režii se vrátil u několika dílů TV seriálů, které produkoval (např. Power (s06e03)).

### Scenárista
Scenáristický debut si odbyl v roce 2009 scénářem k filmu Before I Self Destruct. Roku 2010 napsal příběh k filmu The Gun a scénář k filmu Things Fall Apart.

## Osobní život a jiné aktivity

### Osobní život
- Roku 1997 se mu narodil syn pojmenovaný Marquise. Jeho matkou je Shoniqua Tompkins.
- 24. dubna 2000 byl devětkrát postřelen projektilem ráže 9 mm před domem svých prarodičů v Queensu.
- Po úspěchu alba Get Rich Or Die Tryin' si 50 Cent roku 2003 koupil luxusní nemovitost o rozloze 4 500 m² v Connecticutu, kterou předtím vlastnil boxer Mike Tyson. Nemovitost ho stála 4,1 milionů dolarů, a dalších až 10 milionů vynaložil na renovaci. Tento dům představil v roce 2008 v pořadu MTV Cribs, ve kterém oznámil, že je na prodej.[35] Původní prodejní cenu stanovil na 18,5 milionů dolarů. Tu ovšem posléze stále snižoval. V roce 2015 se prodejní cena snížila až na 8,5 milionů dolarů. Nemovitost se mu ovšem stále nedařilo prodat.[36] Mimo tohoto domu vlastnil i řadu dalších, jeden z nich představil v klipu k písni „Hold On“.[37]
- V Roce 2007 obdržel od starosty symbolický klíč od města Bridgeport v Connecticutu. Starosta John Fabrizi navíc vyhlásil 11. říjen za „50’s Day“.[38]
- Dne 23. června 2013 měl způsobit škodu ve výši 7 tisíc dolarů a byl obviněn z vandalismu a domácího násilí vůči své tehdejší přítelkyni modelce Daphne Joy. 50 Cent obvinění odmítl.[39] Během vyšetřování policie zveřejnila, že Joy a 50 Cent spolu mají téměř roční dítě – chlapce jménem Sire. Ačkoliv má chlapec příjmení Jackson, tak v jeho rodném listě není vyplněna kolonka se jménem otce.[40] V lednu 2014 50 Cent zveřejnil fotky chlapce a přihlásil se ke svému dosud tajenému druhému synovi.[41]
- V dubnu 2016 se setkal se svým třetím synem Davianem.[42]

### Obchodní činnost

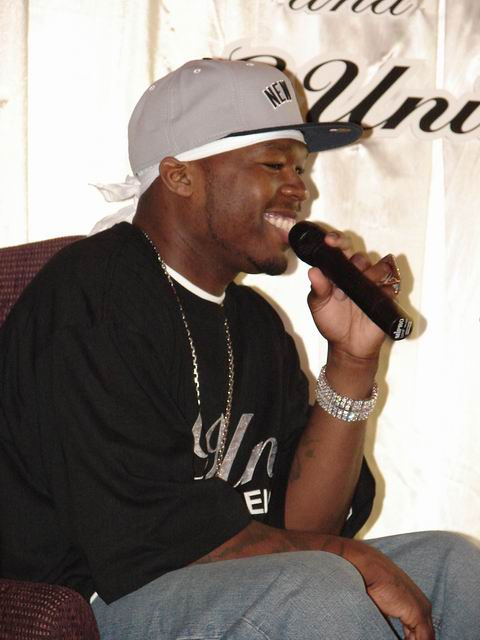
50 Cent v roce 2006

- V roce 2003 spustil svou vlastní oděvní značku G-Unit Clothing Company, také podepsal smlouvu se spoluprací se značkou Reebok, která roku 2009 skončila.
- Nakladatelství MTV Books mu v roce 2005 vydalo autobiografii From Pieces to Weight: Once Upon a Time in Southside Queens.[43]
- V letech 2005 a 2009 vydal dvě konzolové hry pro PlayStation a Xbox nazvané 50 Cent: The Bulletproof a 50 Cent: Blood on the Sand.
- Roku 2007 společnost Coca-Cola odkoupila 50 Centovy akcie společnosti Glacéau: Vitamin Water, což mu, spolu s propagací výrobku „Vitamin Water: Formula 50“, vyneslo sto milionů amerických dolarů, a to po zdanění. Tím se stal toho času třetím nejbohatším rapperem na světě.[44]
- Ke konci roku 2007 představil vlastní edici kondomů nazvaných „Magic Stick“, také spustil vlastní nakladatelství G-Unit Books, pod kterým vyšla již řada knih.
- Roku 2008 spustil své nové kontaktní stránky „ThisIs50.com“, které se staly základnou jeho fanoušků.
- Také podepsal smlouvu s firmou RGX, která vytvořila jeho vlastní tělový sprej „Pure 50 Confidence“.[45] Rok uzavřel svou vlastní reality show nazvanou The Money and The Power a vysílanou na televizní stanici MTV.[46]
- Na začátku roku 2009 spoluzaložil filmovou produkční společnost Cheetah Vision Films, skrze kterou produkuje své filmy.[47]
- V roce 2009 také spustil svůj vlastní internetový sdílející portál typu YouTube.com, s názvem „Boo Boo TV“, na adrese „BooBooTV.com“.[48]
- Na konci roku představil svůj nový parfém nazvaný „Power by Fifty Cent“, prodávaný v obchodech „Macy’s“.[49] Parfém se prodával pouze v letech 2009 a 2010.
- Podle časopisu Forbes vydělal v roce 2006 32 milionů amerických dolarů, v roce 2007 150 milionů, v roce 2008 20 milionů, v roce 2009 8 milionů a v roce 2010 6 milionů. Roku 2007 byl s přehledem nejziskovějším rapperem světa.[50][51][52][53]
- V roce 2010 získal $200 milionovou smlouvu s filmovou produkční společností Lionsgate. Do svých filmů investuje i vlastní peníze.[54]
- Na začátku roku 2011 plánoval vydat vlastní edici sluchátek „Sleek by 50 Cent“ u společnosti Sleek Audio.[55] Tato spolupráce však byla ukončena.[56] Poté přešel s nápadem na vlastní sluchátka k firmě SMS Audio, kde byly v listopadu 2011 uvedena na trh sluchátka pod názvem „Sync by 50“.[57] V roce 2013 zažaloval právníci společnosti Sleek Audio 50 Centa za odcizení designu a technologie. V říjnu 2014 byl 50 Cent odsouzen k zaplacení odškodnění ve výši 16 milionů dolarů.[58] V říjnu 2015 předložil soudu žalobu na vlastní právníky, od kterých žádal odškodnění 75 milionů dolarů za prohraný spor.[59]
- Roku 2012 založil boxerskou manažerskou společnost TMT Promotion, TMT znamená The Money Team. S kontakty mu pomáhá boxer Floyd Mayweather, Jr., s kterým se přátelí.[60]
- Je výkonným producentem televizního seriálu Power na stanici Starz.[61] První díl byl odvysílán v červnu 2014.
- V prosinci 2014 podepsal spolupráci s firmou Frigo RevolutionWear, která se zabývá výrobou exkluzivního moderního pánského spodního prádla. Smlouva by mu měla vynést desítky milionů dolarů.[62]
- V červenci 2015, poté co soud rozhodl, aby zaplatil 5 milionů dolarů ženě, jejíž nahrávku sexu neoprávněně zveřejnil na internetu, vyhlásil bankrot dle kapitoly 11, tedy bankrot za účelem reorganizace podnikání.[63]
- Dle časopisu Forbes jeho celkové jmění v roce 2015 činilo 155 milionů amerických dolarů.[64]

### Charitativní činnost
- Po úspěchu v roce 2003 založil charitativní organizaci G-Unity Foundation, skrze kterou podporuje rozvíjející aktivity v chudinských čtvrtích.[65]
- V listopadu 2008 otevřel nový veřejný park, do kterého investoval peníze skrze svou nadaci „G-Unity Foundation“. A to v rámci projektu „New York Restoration Project“, který vede Bette Midler. Park v Queensu dostal jméno „The Curtis '50 Cent' Jackson Community Garden“.[66]
- Roku 2009 zdarma vystoupil společně s G-Unit na Forever Young Day, který pořádaly školy z Queensu. Mimo to skrze svou nadaci G-Unity Foundation rozdal školám řadu učebních pomůcek.[67]
- V roce 2011 společně s firmou Pure Growth Partners vytvořil Energy drink nazvaný „Street King“. Část ze zisku má jít na pomoc hladovějícím v Africe. Takto chce v následujících pěti letech pomoci miliardě Afričanům.[68]
- V září 2011, se záštitou G-Unity Foundation, vystoupil v Norsku na benefičním koncertě na podporu pozůstalým obětí útoků z července 2011 na ostrově Utøya.[69]
- V prosinci 2011 oznámil, že za každý pár jeho sluchátek SMS Audio prodaných v USA, daruje neziskové organizaci Feeding America částku v hodnotě 250 porcí, které budou rozdány hladovějícím občanům USA.[70]
- V květnu 2013 zaplatil pohřeb pro zesnulou čtrnáctiletou D'aju Robinson, která se stala obětí střelby v newyorské čtvrti Queens.[71]
- V září 2014 jako dobrovolník na propagační akci neziskové organizace Feeding America pomáhal balit potravinové balíčky pro hladovějící obyvatele amerického města Nashville. Přítomnost 50 Centa a dalších celebrit měla přinést akci větší pozornost, a tím i více podpory pro neziskovou společnost.[72]
- V listopadu 2014 spolupracoval na písni s Eddiem Gindim, příležitostným zpěvákem a majitelem společnosti Century 21. Píseň nese název „Century Love“ a výtěžek z jejího prodeje šel neziskové organizaci Tuesday's Children, která se zabývá pomocí pozůstalým po útocích 11. září 2001.[73]

## Spory (Beef)

### Počátky („How to Rob“, Ja Rule a Murder Inc.)
V roce 1999, vydal píseň „How to Rob“, ve které dissoval na padesát osobností, např.: rappery, zpěváky a umělce jako jsou: Jay-Z, Busta Rhymes, Timbaland, Will Smith, Bobby Brown, Whitney Houston, Mariah Carey, Puff Daddy, Missy Elliott, DMX, R. Kelly, Mike Tyson nebo Wu-tang Clan.
Nejstarším sporem je rozepře s rapperem, který si říká Ja Rule. Spor se táhne již z dob, kdy 50 Cent nebyl příliš známý. Ja Rule obvinil 50 Centa z krádeže šperků, to vyústilo v pobodání 50 Centa. Již na albu Power of the Dollar je disstrack „Life’s on the Line“. Na soundtracku „8. Mile“ i albu Get Rich Or Die Tryin' jsou poté disstracky „Wanksta“ a „Back Down“. Album The Massacre obsahuje diss „Piggy Bank“ a album Get Rich or Die Tryin' OST zase diss „Window Shopper“.
O trochu kratším je spor s hudební společností Murder Inc.. Společnost vede Irv Gotti, u kterého se prokázaly spojitosti s podsvětím. Na labelu byl upsán i Ja Rule. 50 Cent měl ovšem problém s přítelem Irva Gottiho – Kennethem „Supreme“ McGriffem, drogovým bossem. Toho si podal v písni „Ghetto Qu’ran“ a podle mnohých právě tato píseň vedla k postřelení 50 Centa v roce 2000. V roce 2011 Ja Rule potvrdil, že byl beef urovnán a tím ukončen.

### Newyorský beef (Fat Joe, Nas, Diddy, D-Block a Dipset)
Fat Joe si vysloužil nenávist 50 Centa účastí na písni Ja Rula „New York“. Proto ho zahrnul do svého dissu „Piggy Bank“. V roce 2008 50 Cent spolu s G-Unit vydal mixtape plný disstracků nazvaný „Elephant In the Sand“. Spor byl urovnán v říjnu 2012, kdy společně vystoupili pro uctění vzpomínky, jejich předčasně zemřelého společného promotéra Chrise Lightyho.
V roce 2005 vedl spor i s rappery Nasem a Diddym. Ovšem tyto spory brzy vyprchaly. Nas se 50 Centovi znelíbil kvůli jeho sympatiím k vyhozenému Gameovi a Diddy kvůli nejasnostem v kontraktu rappera Mase, který se začal spojovat s G-Unit Records. Na každého 50 vydal jen jeden diss. Nase zahrnul do dissu „Piggy Bank“ a Diddyho pomluvil v dissu „Hip Hop“.
Jadakisse a jeho skupinu D-Block 50 Cent zavrhl ve svém newyorském dissu „Piggy Bank“. Jadakiss pobouřil 50 Centa, když přijal, stejně jako Fat Joe, spolupráci na tracku Ja Rula „New York“. Jadakiss a D-Block prakticky fungovali jako protiváha k 50 Centovi a G-Unit. Nesmyslný spor byl v roce 2009 ukončen , kdy se stali 50 Cent s Jadakissem přáteli a společně vystupovali na prvním ročníku festivalu ThisIs50.
V roce 2007 vypukl spor se zakladatelem skupiny The Diplomats – Cam'ronem. 50 Cent vydal disstrack „Funeral Music“ a dále ho dissoval na písni rappera Young Bucka „Hold On“. Ještě během roku 2007 ukončil beef se zbývajícími členy The Diplomats. V roce 2009 ukončil spor i s Cam'ronem. Členové skupiny The Diplomats Jim Jones a Juelz Santana také vystoupili na festivalu ThisIs50.

### Jižanský beef (Lil Wayne, DJ Khaled, Rick Ross a Triple C's)
Rok 2007 přinesl také spor s rapperem Lil Waynem, kterému 50 věnoval píseň „Part Time Lover“. O rok později Wayne odpověděl v písni „Louisianimal“. Po dalším roce 50 vydal disstrack „Play This on the Radio“. Také Wayne zmínil v písni „Officer Ricky Go Ahead (Try Me)“. Tento diss obsahoval řádky i na DJ Khaleda. Na Khaleda natočil i kontroverzní video „A Psychic Told Me“, které ovšem brzy vymazal z internetu. Nepřímo v něm vyhrožoval zabitím Khaledovy matky.
Rapper Rick Ross nahrál na 50 Centa diss „Mafia Music“ za to, že se na něj křivě podíval. 50 odpověděl dissem „Officer Ricky Go Ahead (Try Me)“, v kterém odhalil Rossovu minulost u policie. Následoval diss „Tia Told Me“, v kterém se svěřuje, co mu prozradila jedna z matek Rossových dětí Tia Kemp. Na ThisIs50.com zveřejňuje posměšnou sérii videí „Saturday Cartoon“, v které si dělá legraci z Ricky Rosse, dále sérii „Pimpin' Curly“, která zesměšňuje dvojici Pimpin Ken a Foxy Brown, která kritizovala 50 Centa kvůli písni „Officer Ricky“. S G-Unit nahrává diss „I’ll be the Shooter“, na který natočí i klip. Ross odpoví dissy „Valley of the Death“, „In Cold Blood“, „Push 'Em Over The Edge“, „Don't Count The Boss Out“ a „Mafia Music“ (remix) (ft. Game, Ja Rule a Fat Joe). Poté, co 50 Cent zesměšní prodeje Rossovi skupiny Triple C’s (12 000 kusů v prvním týdnu), ho začínají dissovat i nepříliš známí členové této skupina, na ně 50 Cent doposud nezareagoval.
K beefu s Rossem se vyjádřil i 50ho bratranec Two Five, který na Rosse nahrál disstrack „The Hustle“, dále Lloyd Banks s dissem „Officer Down“, Tony Yayo s písní „Somebody Snitch“, Mazzaradi Fox s písní „Deep Cover“, Game, který Rossovi jasně vzkázal, že pokud se neobrátí s žádostí o pomoc na něj tak ho 50 Cent bezmilosti zničí a rapper Maino, který prohlásil, že se mu na Rossovi nelíbí že všem lhal. Nejnověji se do beefu přimotal i pornoherec Brian Pumper, který narapoval diss právě na Rick Rosse.

### Beef s bývalými členy G-Unit (Game a Young Buck)
Roku 2005 byl Game vyhozen z Unit. 50 Cent ho ještě téhož roku stihl zesměšnit na konci klipu k dissu „Piggy Bank“. Také v Deluxe vydání alba The Massacre nahradil remix Gameovi písně „Hate it or Love it“ remixem k písni „Outta Control“ (ft. Mobb Deep). Game sice započal s kampaní nazvanou G-Unot, ale 50 Cent brzy odkoupil práva na tuto „značku“ a tak ji dále Game nemohl používat. Naopak G-Unit začala používat slogan „Game Over“. Spor s Gamem je nejplodnější na disstracky. Nejnovějším je „So Disrespectful“ na albu Before I Self Destruct. V roce 2009 Game oficiálně ukončil beef s 50 Centem, doposud se však 50 Cent k tomuto vývoji nevyjádřil.
Ve smutnou situaci vyústil spor s dlouholetým členem G-Unit, Young Buckem, 50 Cent zveřejnil roku 2008 záznam hovoru, ve kterém se Buck omlouvá 50 Centovi a prosí ho, aby ho vzal zpět do Unit. Young Buck okamžitě reaguje zraňujícím disstrackem „Taped Conversation“ a později „Terminate on Sight“, „Laugh Now Cry Later“ „My Whole Life“ a „I'm Out Here“, 50 Cent prohlásil, že Buck může zůstat u G-Unit Rec., ale to Buck rezolutně odmítl a začal se spojovat s Gamem. Jenže 50 Cent tvrdí, že Buck je stále oficiálně upsán. I jemu patřil diss na albu Before I Self Destruct „So Disrespectful“.
Roku 2014 Young Buck spolu s ostatními členy vydali nové nahrávky jako celek G-Unit, tím je beef uzavřen.

## Diskografie

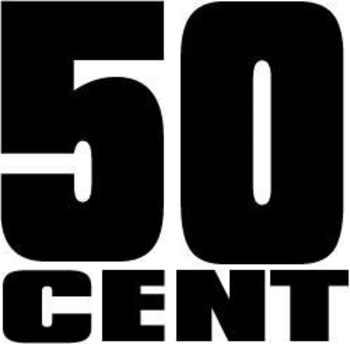
Oficiální umělecké logo.

Vlastní článek: Diskografie 50 Centa
- 2003: Get Rich Or Die Tryin'
- 2005: The Massacre
- 2007: Curtis
- 2009: Before I Self Destruct
- 2014: Animal Ambition

## Hudební videa
Vlastní článek: Seznam hudebních klipů 50 Centa

## Filmografie
Vlastní článek: Filmografie 50 Centa

## Ocenění
50 Cent vyhrál již 60 cen a byl 83x nominován.
Vlastní článek: Seznam 50 Centových ocenění